# Хошикава-Мару
Хошикава-Мару (Hoshikawa Maru) — японське транспортне судно, яке під час Другої світової війни втрачено у архіпелазі Бісмарка.
З літа 1942-го на Соломонових островах та півострові Папуа (Нова Гвінея) точились запеклі бої, при цьому японські сили провадили операції, спираючись на бази в архіпелазі Бісмарка (найголовнішою з них був Рабаул на острові Нова Британія). Як наслідок, союзна авіація завдавала ударів по цьому архіпелагу.
5 лютого 1943-го в районі Таласеа (центральна частина північного узбережжя Нової Британії) внаслідок авіаудару літаків 5-ї повітряної армії потоплено невелике судно Хошикава-Мару (384 GRT).